# Rosanna Scalfi Marcello
Rosanna Scalfi Marcello, född 1705, död efter 1742, var en italiensk kompositör. Hon var gondolsångerska i Venedig. Hon skrev och utgav 1730 tolv cantatas för alt- och basröster. 